# 基隆海洋廣場
基隆海洋廣場（英語：Keelung Maritime Plaza）是位於臺灣基隆市仁愛區的公眾廣場，位於忠一路與基隆港之間，採複合式木板平台的設計興建於基隆港的水面上，總面積約有5,000平方公尺，是基隆市中心重要觀光景點之一。廣場上設有木製礁石、波浪流線雨遮海洋意象造型及「KEELUNG」大型彩色LED字體。

## 歷史
2003年，有鑑於基隆港海運優勢的逐漸式微，基隆市政府提出興建基隆海洋廣場之構想，作為基隆港港區轉型之發軔；同年，配合觀光客倍增計畫參與門戶系列國際競圖，選出西班牙團隊「Vincente Guallart Architecture」為基隆海洋廣場設計單位。
基隆海洋廣場第一期工程，2009年7月31日竣工，2009年8月19日啟用。
2011年4月，基隆市政府進行基隆海洋廣場第二期工程，拆除原橫跨忠一路、連接基隆海洋廣場與對面親民大樓及至善大樓之人行天橋「中央獅子橋」。

2013年2月，歷時一年的基隆海洋廣場第二期工程完工，基隆港東一碼頭旁花費新台幣一千九百三十萬元打造的造型觀景平台於本月7日開放民眾使用，觀景平台設置遮雨遮陽挑高棚架。

2014年7月7日，基隆海洋廣場第二期後續景觀改善工程動工，內政部營建署全額補助，花費新台幣145萬元拆除基隆海洋廣場第二期旁、國際獅子會於2000年募資興建的「跨世紀景觀台」，只保留景觀台頂端楊英風雕塑作品《世紀之徽》。
2015年，由於基隆海洋廣場鋪設的木板破損嚴重，基隆海洋廣場暫停舉辦活動。

2016年1月，基隆海洋廣場木棧平台修補破損與空間活化改善工程動工，內政部營建署補助款與基隆市政府自籌款合計新台幣五千萬元，木棧平台底下結構角材改為不鏽鋼，木材選用密度高的太平洋鐵木並增加排水孔，以後維修只要更換木板即可。
2019年7月6日，公共電視文化事業基金會在基隆海洋廣場舉行公視台語台開台典禮。

## 照片集

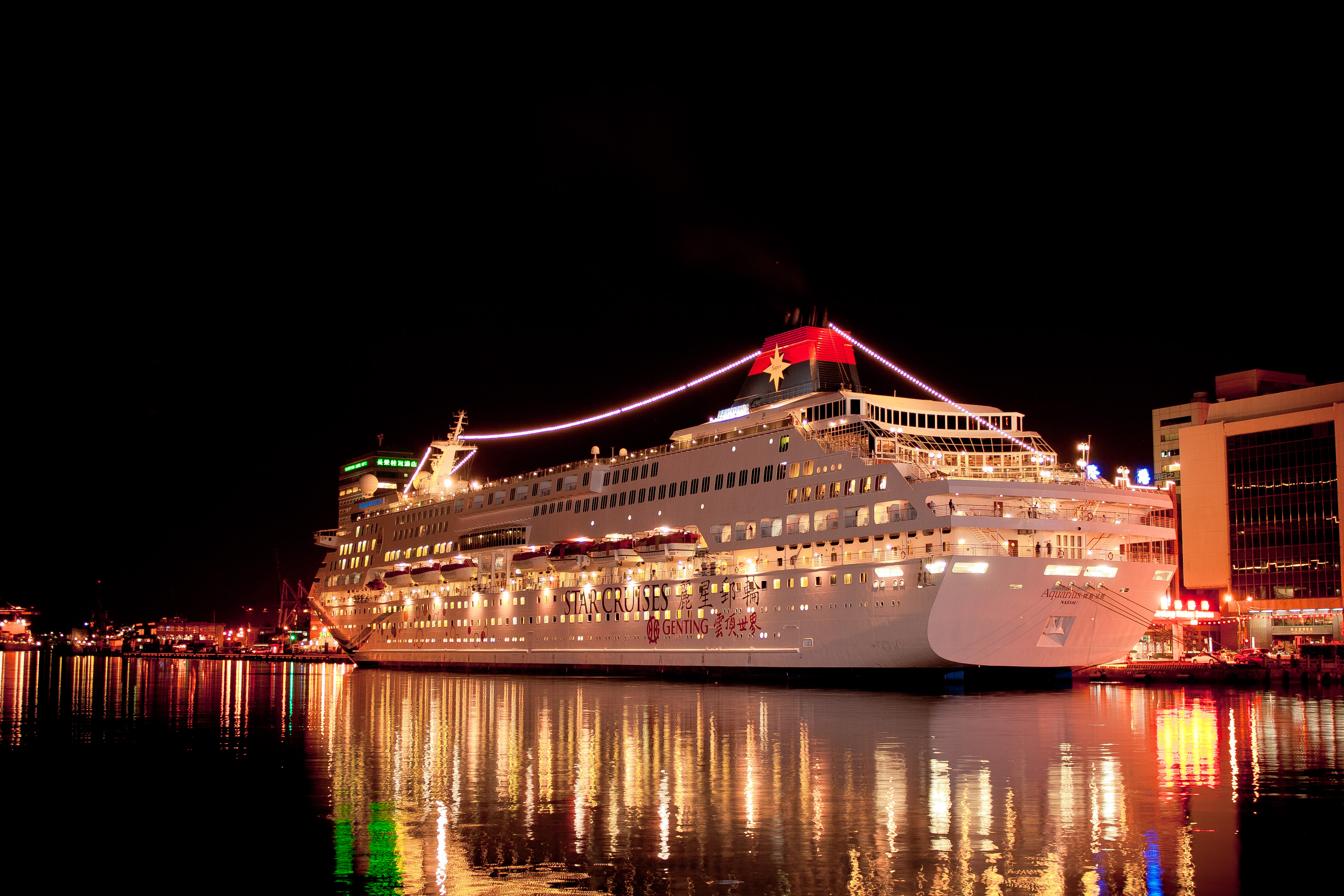
望向基隆港東岸碼頭
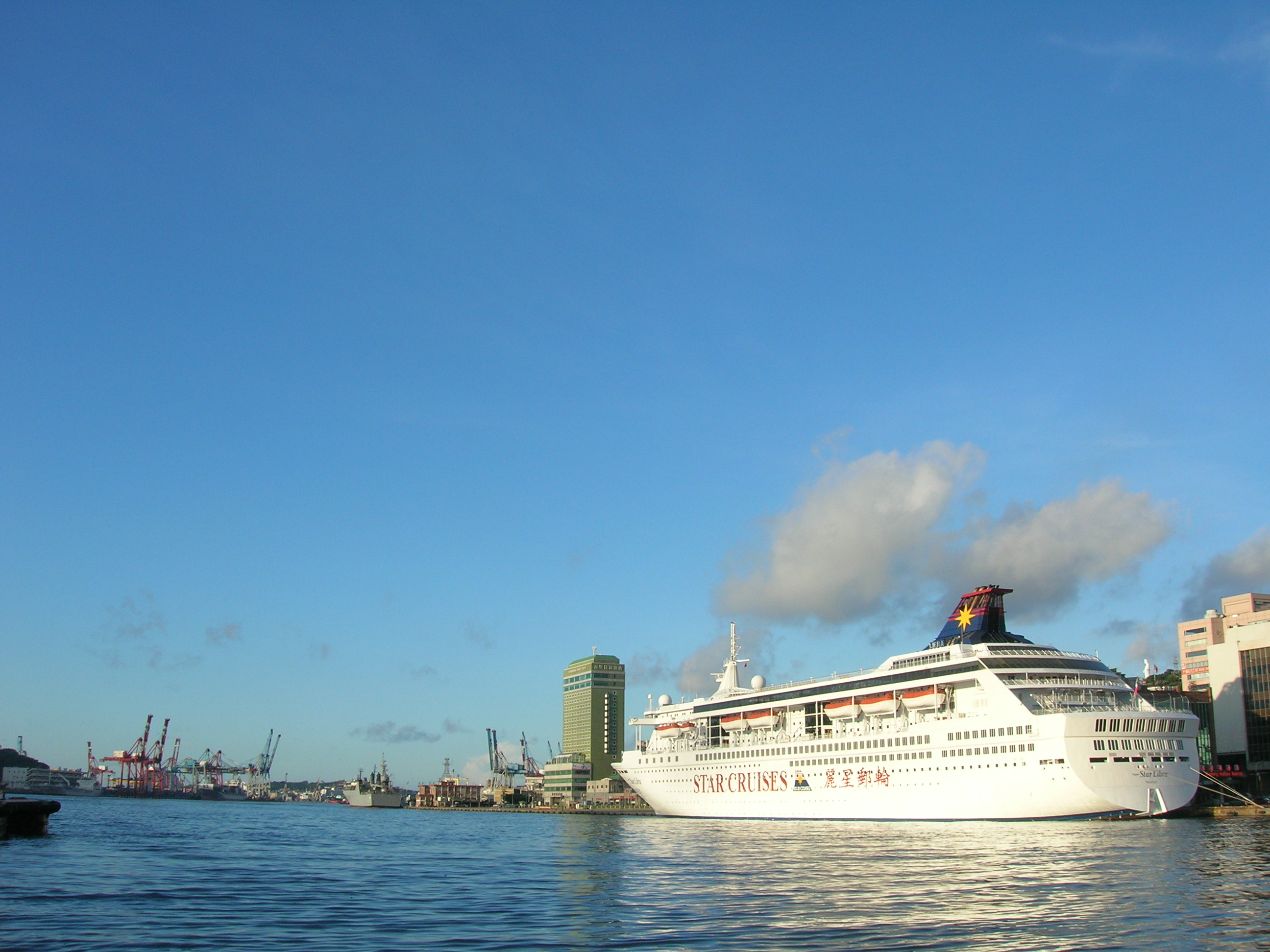
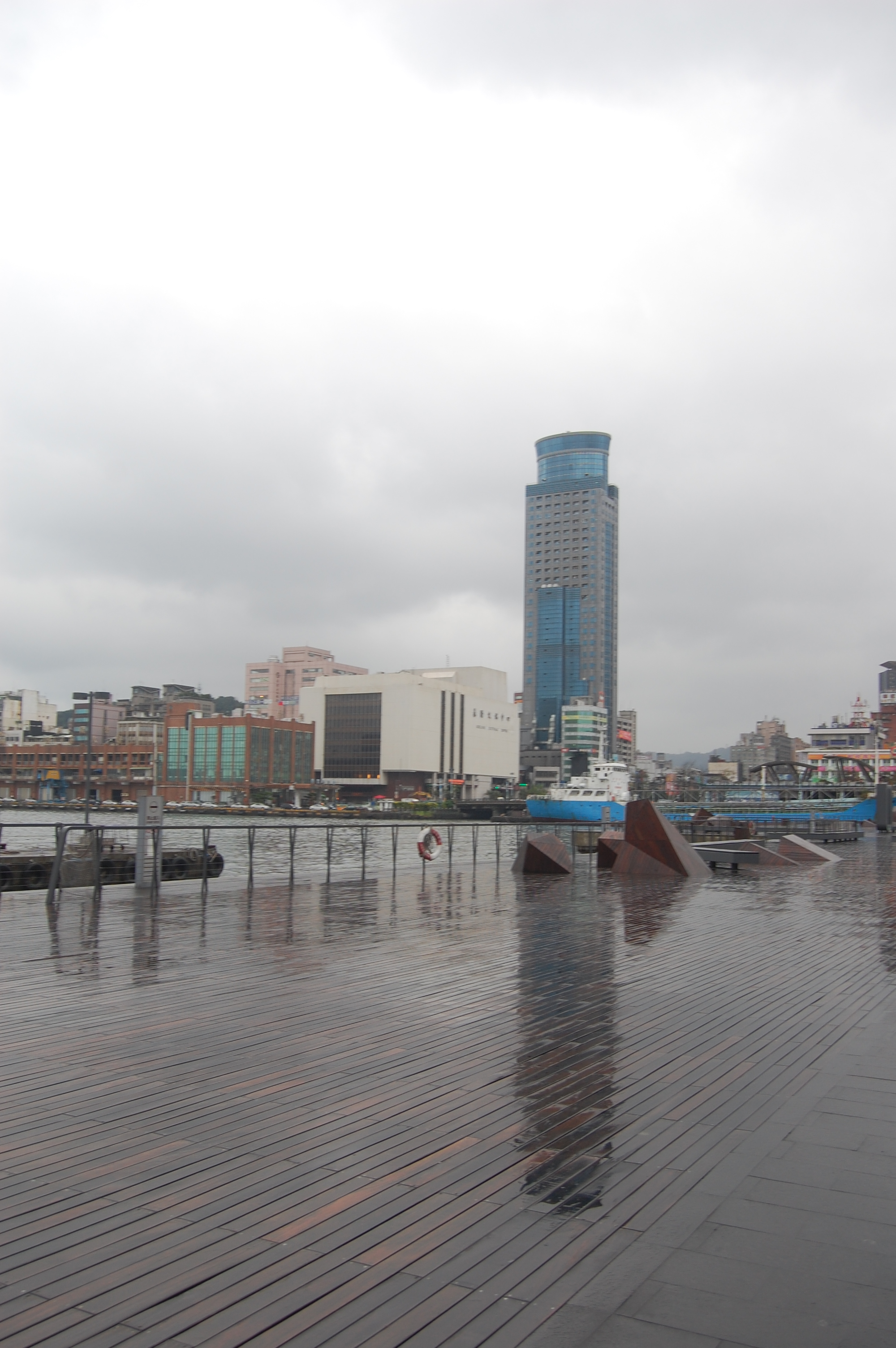
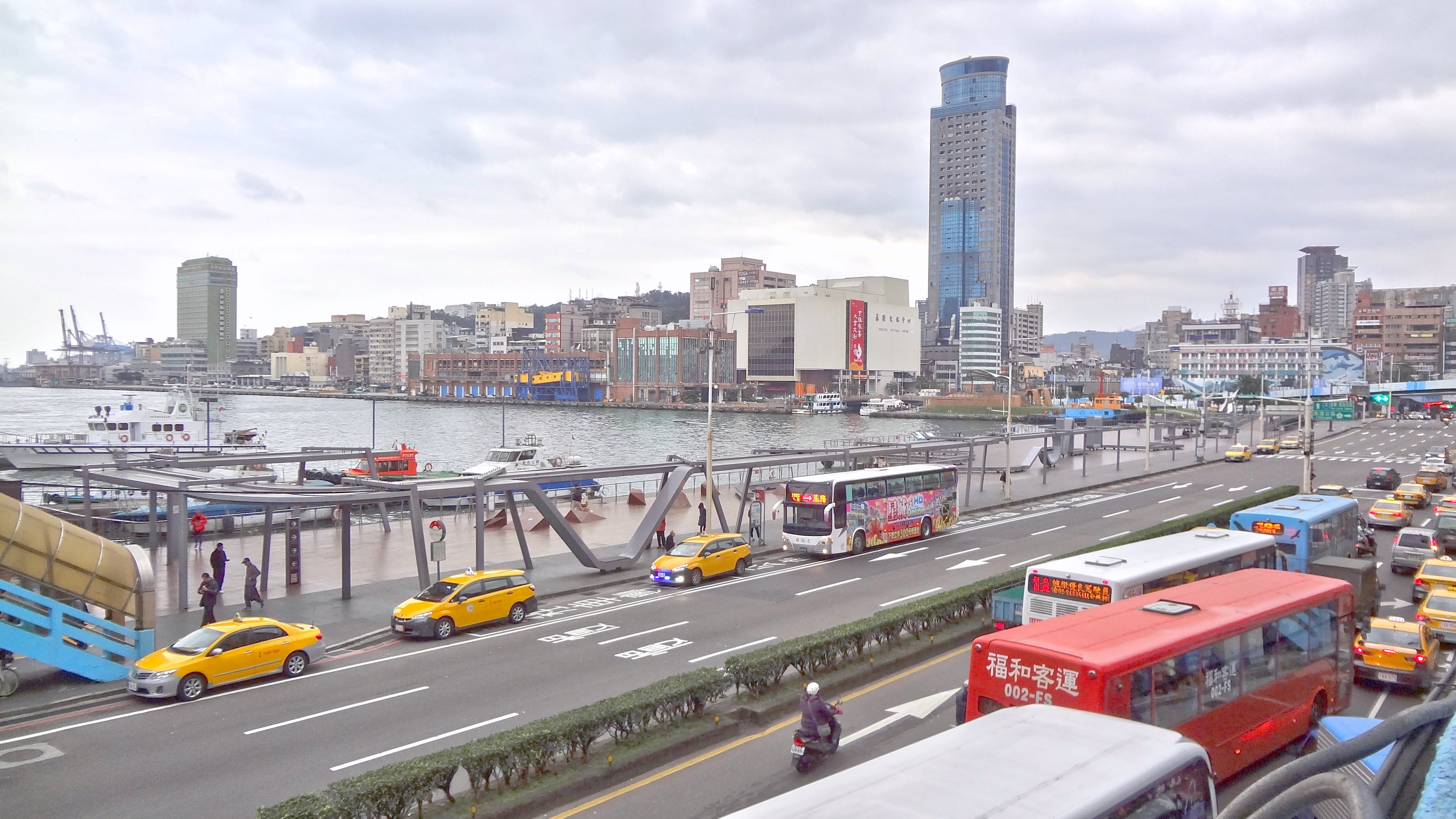
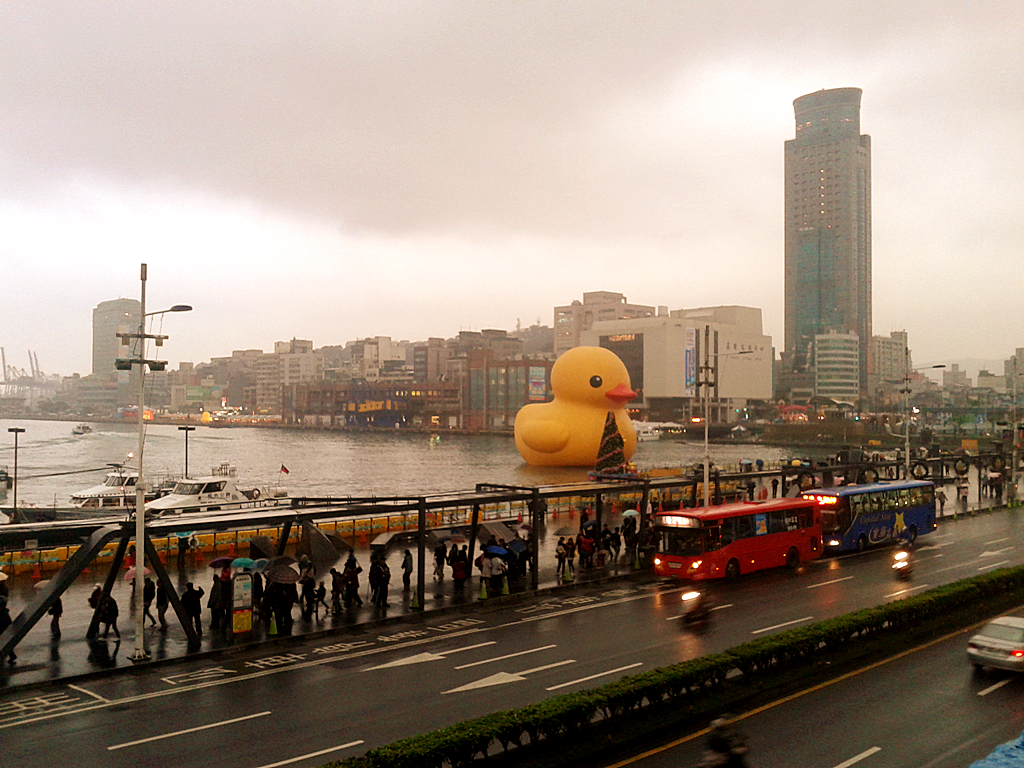
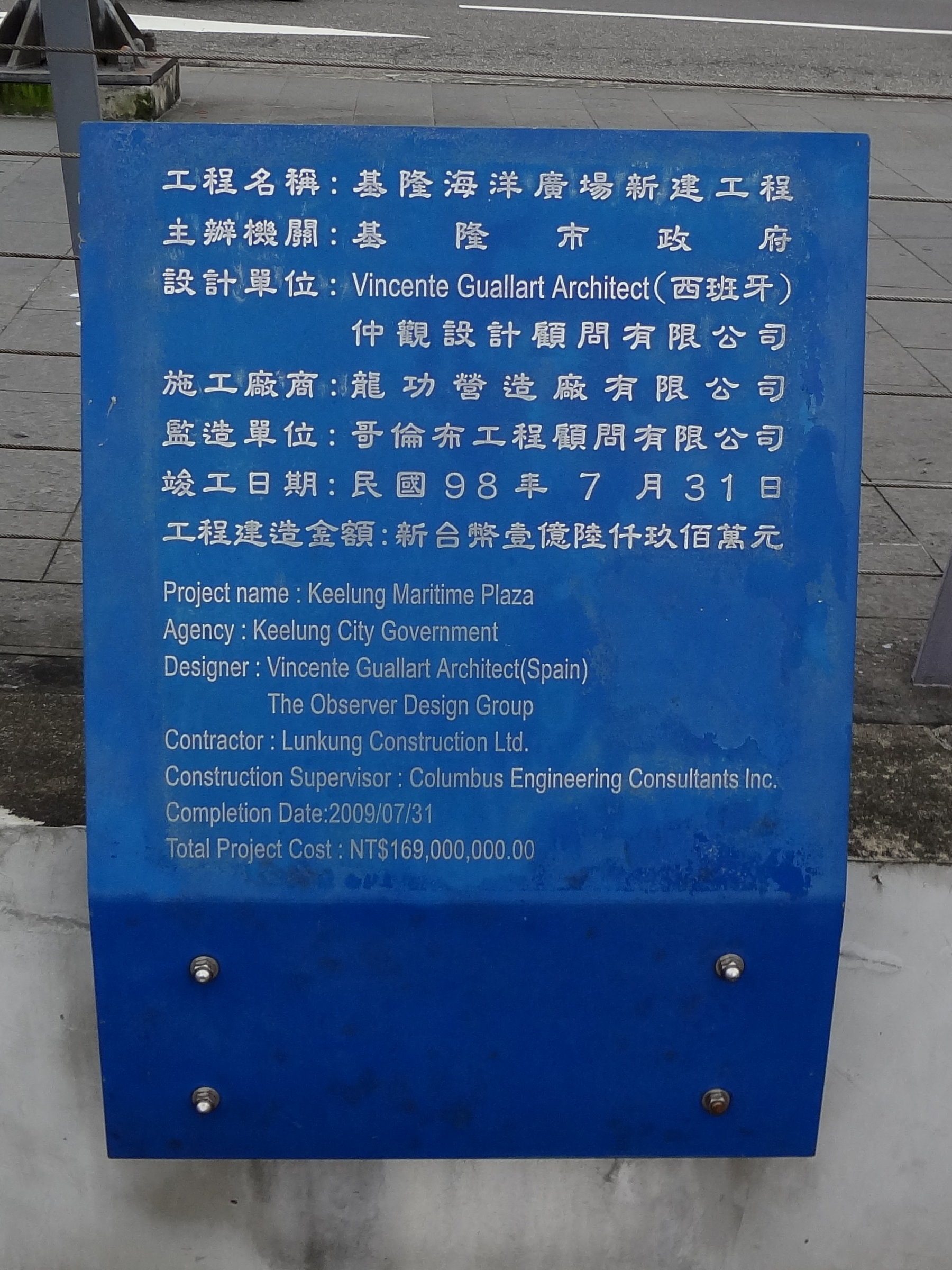
基隆海洋廣場新建工程竣工銘板
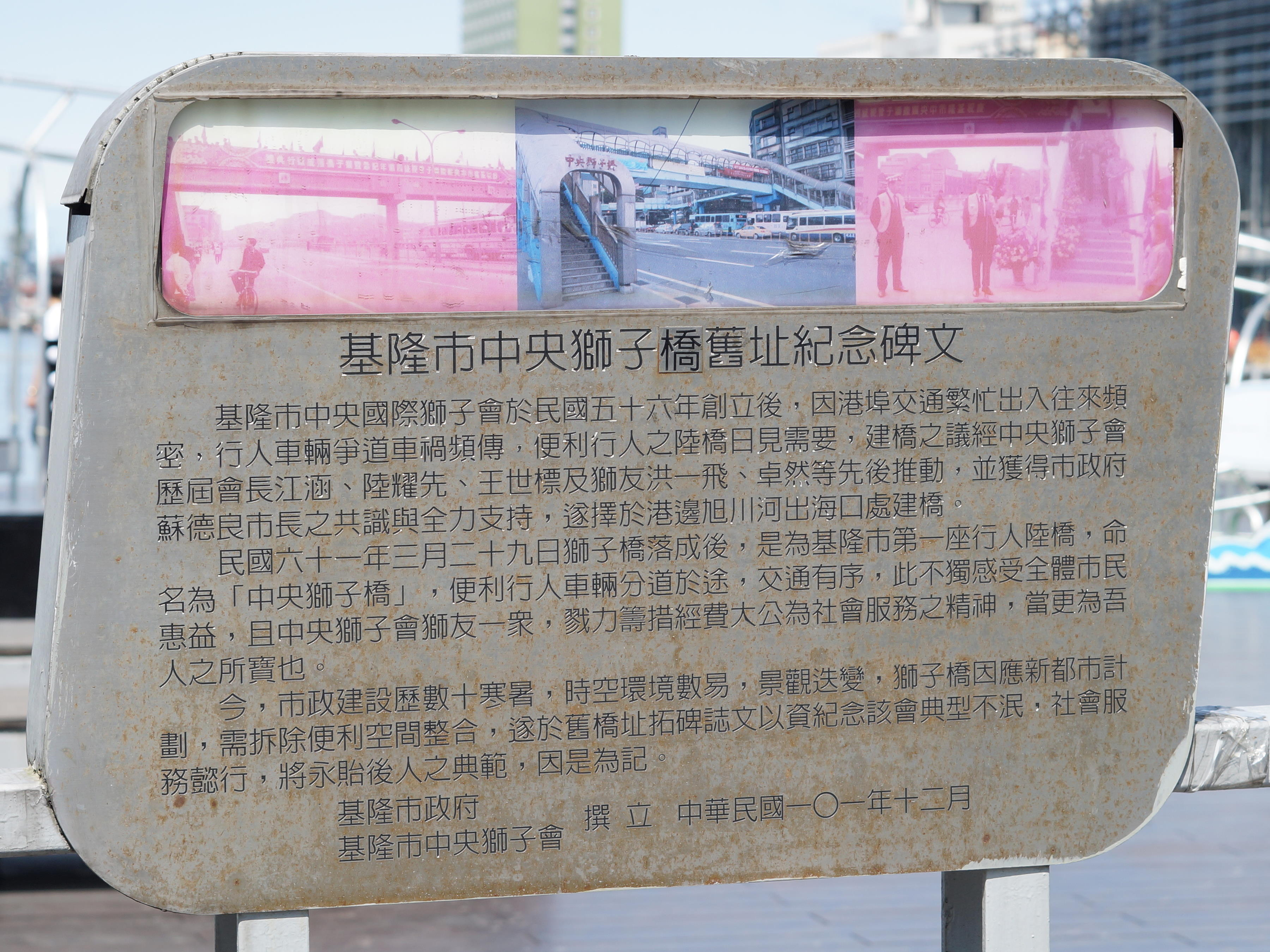
中央獅子橋舊址紀念碑文
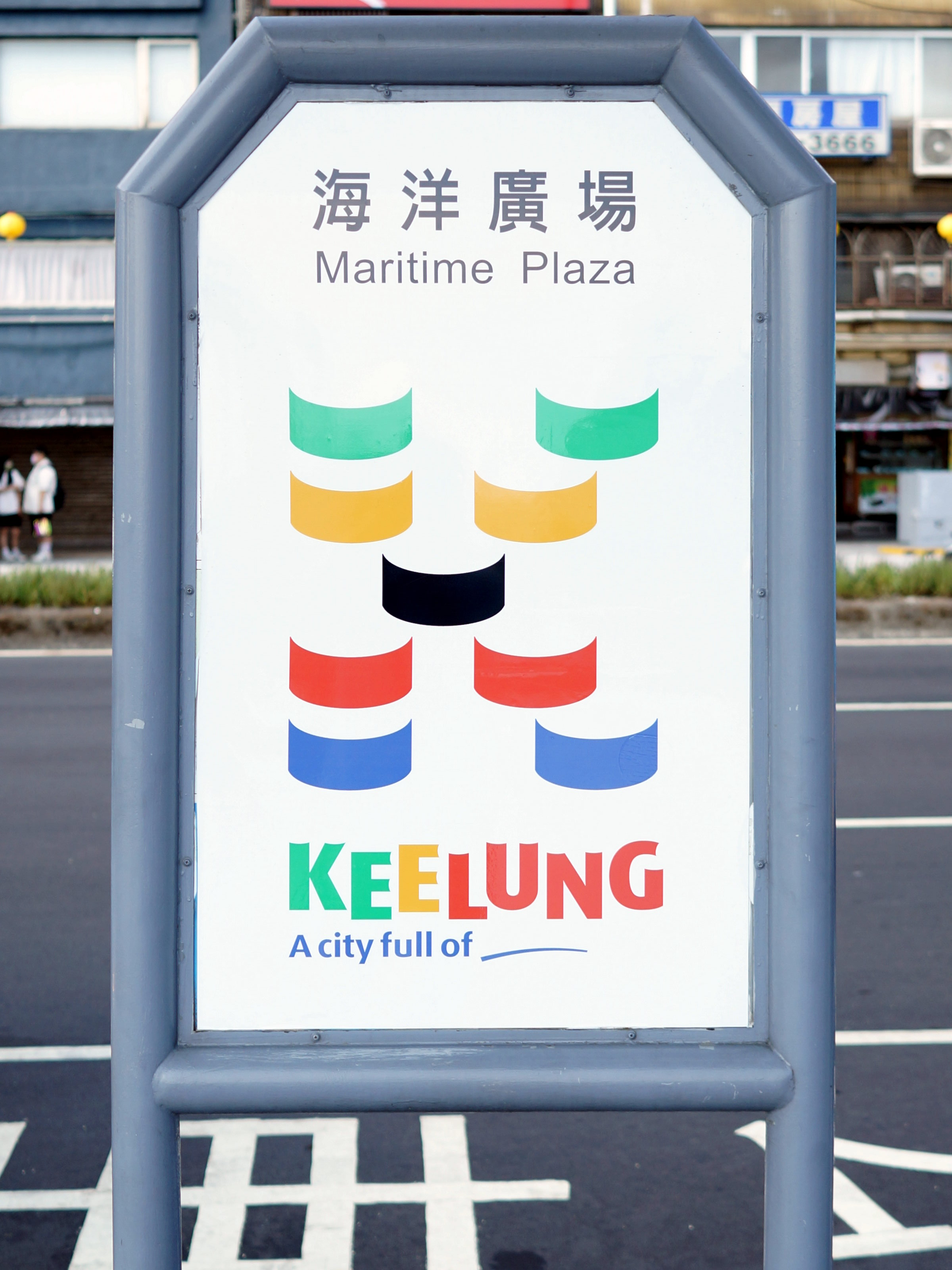
基隆海洋廣場旁的客運終點站站牌